# Set It Off (Lied)
Set It Off ist ein Song des australisch-nigerianischen Sängers Timomatic. Er wurde am 18. November 2011 als Debüt-Single veröffentlicht und ist der Vorbote für das am 24. August 2012 erschienene Album Timomatic. Der Song wurde ein großer Erfolg in Australien. Er erreichte hier Platz 2 und wurde mit Dreifach-Platin ausgezeichnet.

## Hintergrund
Set It Off wurde von Timomatic, Anthony Egizii und David Musumeci geschrieben. Gemeinsam mit dem Songwriting- und Produktionsunternehmen DNA Songs produzierten er den Song auch. Der Song erschien über das Label Sony Music. Timomatic beschrieb den Sinn des Songs so: "In einem globalen Sinn ist das erste, was ich will, dass die Leute über mich als Künstler wissen sollen „Set It Off (Lass es krachen)“. Der Song enthält meine ganze Energie und musikalischen Stil. Das Video soll zeigen, wie sehr ich es liebe zu tanzen. Ich denke wirklich, dass „Set It Off“ der erste offizielle Klang von Timomatic ist – es ist die beste Single die meine Musik darstellt. Halt eine perfekte Darstellung von mir. " Er erklärte, dass der Song um den Spaß auf der Tanzfläche und die liebe seines Lebens handelt.

Set It Off wurde erstmals als digitaler Einzel-Track am 18. November 2011 veröffentlicht. Eine Extended Play, mit zwei Remixe von Set It Off, sowie eine weitere Spur, wurde am 9. Dezember 2011 als CD freigegeben. In Deutschland erschien die CD-Single erst am 17. Februar 2012.

## Musikvideo
Das offizielle Musikvideo wurde am 18. November 2012 auf den offiziellen VEVO-Kanal von Timomatic auf YouTube hochgeladen. Es beginnt mit Timomatics Ankunft in einer Bar. Er geht zu einem DJ-Pult und verschiebt die Regler: Das Lied geht los. Gleichzeitig beginnt er einen Freestyle-Tanz. Während des ersten Refrains wechselt die Szene und Timomatic ist auf der Bühne vor einem schwarzen Hintergrund zu sehen. Seine Kleidung wechselt von einem bunten T-Shirt, blauer Jeans, Turnschuhen und Cappy zu einer schwarzen Lederjacke, dunkler Jeans und einer Sonnenbrille. Ein weiterer Zwischenschnitt zeigt, wie er einige Moves in einem grünen Raum der Bar vorführt. Dann sieht man Timomatic mit zwei weiteren Tänzern bei einer Choreographie. Zum Schluss tanzt er auf einer Treppe.
Nach 10 Monaten wurde das Video über 1.000.000 Mal angeklickt.

## Rezeption
Die Seite DJ Booth war nicht sehr begeistert und schrieb:
Timomatic trifft eine süße Frau im Club, sie tanzen, und jeder lebt vermutlich glücklich bis ans Ende. Wer braucht schon eine komplexe Erzählstruktur, wenn du das Niveau der Ausstrahlung von Künstler mit DNA Songs hast: 'Pochen, Synthesizer-getränkte Produktion und atemberaubende Moves die er in diesem Schnitt des dazugehörige Video präsentiert werden.

## Remixe und Versionen
| #  | Version / Remix    | Länge |
| -- | ------------------ | ----- |
| 1. | Radio Edit         | 3:18  |
| 2. | Neon Stereo Remix  | 5:18  |
| 3. | Dean Coleman Remix | 4:36  |

## Kommerzieller Erfolg

### Chartplatzierungen
Set It Off stieg am 12. Dezember 2011 auf Platz 39 der australischen Charts ein und kämpfte sich bis auf den 2. Platz der Top 100 hinauf. Auch in den neuseeländischen Charts konnte man den Song finden, hier platzierte er sich auf Rang 14.
| ChartsChartplatzierungen | Höchstplatzierung | Wochen |
| ------------------------ | ----------------- | ------ |
| Australien (ARIA)        | 2 (21 Wo.)        | 21     |
| Neuseeland (RMNZ)        | 14 (8 Wo.)        | 8      |

| ChartsJahrescharts (2012) | Platzierung |
| ------------------------- | ----------- |
| Australien (ARIA)         | 34          |

### Auszeichnungen für Musikverkäufe
Set It Off wurde von der Australian Recording Industry Association (ARIA) für den Verkauf von über 210.000 Exemplaren mit dreifach Platin ausgezeichnet. In Neuseeland enthielt der Song von der Recording Industry Association of New Zealand (RIANZ) für einen Umsatz von 7.500 Exemplaren eine goldene Schallplatte überreicht.
| Land/Region       | Auszeichnungen für Musikverkäufe (Land/Region, Auszeichnung, Verkäufe) | Verkäufe |
| ----------------- | ---------------------------------------------------------------------- | -------- |
| Australien (ARIA) | 3× Platin                                                              | 210.000  |
| Neuseeland (RMNZ) | Gold                                                                   | 7.500    |
| Insgesamt         | 1× Gold · 3× Platin ·                                                  | 217.500  |